# Helga Thiede
Helga Thiede (* 6. Februar 1940 in Berlin) ist eine deutsche Opernsängerin (Sopran).

## Leben
Aufgewachsen in Schöneiche bei Berlin, studierte sie nach einer Berufsausbildung Gesang an der Hochschule für Musik Hanns Eisler in Berlin. Nach ihrem ersten Engagement am Studio der Deutschen Staatsoper Berlin wechselte sie 1967 an das Mecklenburgische Staatstheater Schwerin, 1974 an das Landestheater Dessau und 1984 an die Dresdner Semperoper. Gastspiele führten sie nach Basel, Nancy, Montpellier und Bordeaux, an die Bayerische Staatsoper und die Berliner Staatsoper, nach Köln und als Ariadne an die Staatsoper Stuttgart. Sie arbeitete mit Dirigenten wie Semjon Bytschkow, Sir Colin Davis, Marek Janowski, Ingo Metzmacher, Wolfgang Rennert und Hiroshi Wakasugi in Inszenierungen von Ruth Berghaus, Willy Decker, Joachim Herz, Harry Kupfer, Christine Mielitz und Wolfgang Wagner. Zu ihren wichtigsten Partien gehören u. a. die Titelrolle in ‚Fidelio', Leonora in ‚La forza del destino', Elisabetta in ‚Don Carlos', Desdemona, Amelia sowie Leonora in ‚Il trovatore', die Wagner-Partien Senta, Venus, Elisabeth, Ortrud und Eva, die Strauss-Partien Salome, Chrysothemis, Marschallin, Arabella und Ariadne wie auch die Titelpartien Aida, Manon Lescaut, Tosca und Jenufa.

## Rollen (Auswahl)
- Fidelio
- Tosca
- Aida
- Don Carlos
- Meistersinger von Nürnberg
- Elektra
- Der Rosenkavalier
- Ariadne auf Naxos
- Jenufa
- Hänsel und Gretel

## Auszeichnungen
Ihr wurde der Titel Kammersängerin verliehen. 1999 folgte der Theo-Adam-Preis.